# Туристичний оператор
Туристичний оператор (туроператор) — юридичні особи, створені згідно із законодавством України, для яких виключною діяльністю є організація та забезпечення створення туристичного продукту, реалізація та надання туристичних послуг, а також посередницька діяльність із надання характерних та супутніх послуг і які в установленому порядку отримали ліцензію на туроператорську діяльність.

## Етапи створення туроператорів в 2025 році
1. Рішення про створення. Приймається рішення вищим органом (власником (власниками) майна або уповноваженим ним (ними) органами) про створення або реорганізації (злиття, приєднання, виділення, поділ, перетворення); 

2. Формування основних і оборотних фондів (статутного фонду) [2]. Згідно зі ст. 66 Господарського кодексу джерелами формування майна підприємств є: грошові та матеріальні внески засновників, доходи, отримані від реалізації продукції, послуг, інших видів господарської діяльності, доходи від цінних паперів і іншого [3];

3. Підготовка установчих документів. Установчими документами суб'єктів господарювання є рішення про його створення або засновницький договір, а у випадках, передбачених законом, статут (положення) суб'єкта господарювання [4]. Статут передбачений для підприємств, у тому числі приватних, державних та комунальних (ч. 3 ст. 62, ст. 63 Господарського кодексу) і для всіх видів господарських товариств. Виняток — повне і командитне товариство, для яких статутним документом є установчий договір (ст. 82 Господарського кодексу) [5].

4. Реєстрація. Згідно із Законом України «Про державну реєстрацію юридичних осіб та фізичних осіб-підприємців» державному реєстратору повинні бути надані наступні документи, викладені державною мовою для проведення процедури реєстрації:

4.1. реєстраційна картка;

4.2. установчі документи (установчий акт, статут або засновницький договір, положення);

4.3. Квитанція про внесення збору за державну реєстрацію [6].

5. Отримання ліцензії. Відповідно до Закону України «Про ліцензування видів господарської діяльності» здійснюється ліцензування туроператорської діяльності з метою створення рівних можливостей суб'єктам господарської діяльності на ринку туристичних послуг та забезпечення захисту прав і законних інтересів громадян, захисту навколишнього середовища, підвищення рівня туристичного обслуговування [7].

## Ліцензування туристичної діяльності
Згідно зі ст. 17 Закону України «Про туризм» від 15.09.1995 р. з метою створення рівних можливостей суб'єктам туристичної діяльності на ринку туристичних послуг та забезпечення захисту прав і законних інтересів громадян, захисту навколишнього природного середовища, підвищення рівня туристичного обслуговування здійснюється ліцензування туроператорської діяльності.

Суб'єкт підприємницької діяльності, який отримав ліцензію на туроператорську діяльність, має виключне право на надання послуг з оформлення документів для виїзду за межі України. Туроператор може здійснювати також і турагентську діяльність.

Загальний розмір частки туроператора в статутних фондах інших туроператорів України не може перевищувати 20 відсотків їх [статутний фонд|статутних фондів]].

Суб'єкт господарювання не має права у своїй назві використовувати слово «туроператор» без отримання ним ліцензії на здійснення туроператорської діяльності. Не може бути видана ліцензія на туроператорську діяльність суб'єкту підприємницької діяльності із назвою, тотожною назві іншого суб'єкта підприємницької діяльності, якому ліцензія видана раніше і інформація про нього внесена до відповідного реєстру [1].

## Фінансове забезпечення відповідальності туроператора
Туроператор для покриття своєї відповідальності за збитки, що можуть бути заподіяні туристу в разі виникнення обставин його неплатоспроможності чи внаслідок порушення процесу про визнання його банкрутом, які пов'язані з необхідністю покриття витрат туриста з його повернення в місце проживання (перебування), відшкодування вартості ненаданих послуг, передбачених договором, повинен надати підтвердження фінансового забезпечення своєї відповідальності (гарантію банку або іншої кредитної установи) перед туристом, в установленому порядку.

Мінімальний розмір фінансового забезпечення туроператора має становити суму, еквівалентну не менше ніж 20000 євро. Розмір фінансового забезпечення туроператора, який надає послуги виключно з внутрішнього та в'їзного туризму, має становити суму, еквівалентну не менше ніж 10000 євро [1].

## Кваліфікаційні вимоги до кадрового складу працівників у туроператора
У Ліцензійних умовах провадження туроператорської та турагентської діяльності містяться вимоги щодо кваліфікаційних вимог до кадрового складу працівників у туроператора. Керівник туроператора, керівник філії, іншого відокремленого підрозділу туроператора повинен мати вищу освіту та стаж роботи в галузі туризму не менше 3 років або вищу освіту в галузі туризму. У штаті туроператора має нараховуватися не менше 50 відсотків фахівців, які мають стаж роботи в галузі туризму не менше 3 років або вищу освіту в галузі туризму.